# Cazabe

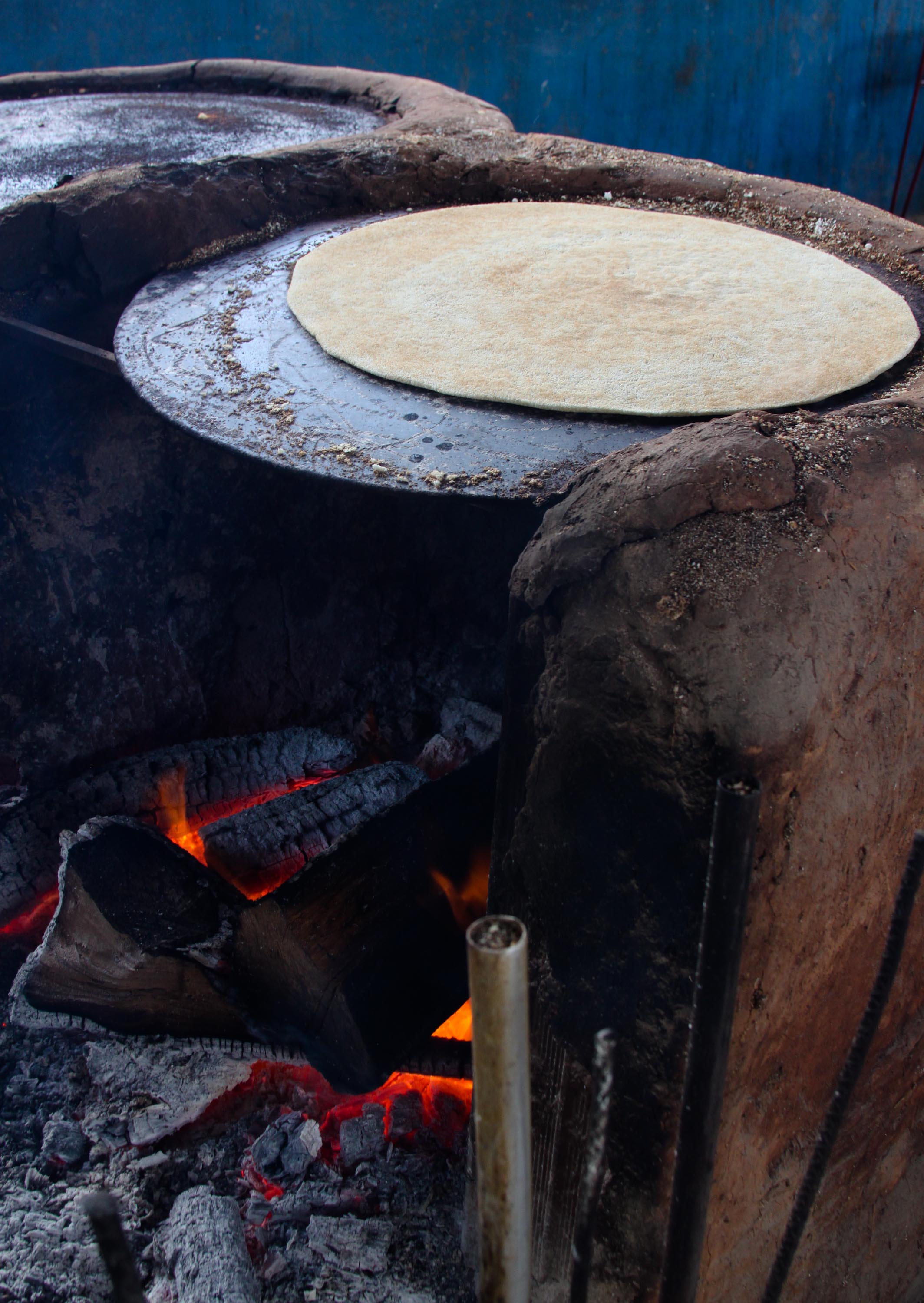
Pieczenie cazabe

Cazabe, casabe (hiszp.) – indiański chleb z manioku wypiekany na blasze, potrawa południowoamerykańska. Jest twardy jak tektura, biały w kolorze.